# Rodolfo Baier
Rodolfo Andrés Baier Esteban (Valparaíso, 29 de noviembre de 1964) es un periodista, presentador de televisión, locutor chileno. Fue Subsecretario General de Gobierno en el segundo mandato de Michelle Bachelet. Conductor de Chilevisión noticias por 13 años y del programa matinal, Por la Mañana en Cooperativa.

## Carrera profesional
Entre marzo de 1986 y marzo de 1989 Baier trabajó en UCV Televisión, donde fue panelista (o contertulio defensor del equipo de San Luis de Quillota) en la versión original del programa deportivo Show de goles, creado, dirigido y producido por Eduardo Gandulfo Rozas, conducido por el fallecido periodista deportivo Máximo Clavería Millar, los relatos de Eugenio Droguett Fierro y la participación de Moncho Silva, Hernán Camacho, Leo Caprile, Álvaro Salas, Luis Daniel "Lolo" García, Manuel Antonio Moreno "Chino Wong", Álvaro Lara, Claudio Irribarra, Carlos Gajardo, Pepe Tapia, Carlos "Superocho" Alarcón, entre otros, y como conductor del informativo Horizonte Regional (1988-1989).
En abril de 1989 Baier fue llamado por Patricio Stark y Miroslav Mimica Majluf, director y productor general, respectivamente de la División Deportes de Canal 11 Universidad de Chile Televisión (posteriormente renombrado RTU y Chilevisión) para integrarse al recordado programa deportivo Deporte en Vivo y en abril de 1990 reemplazaría a Eduardo Riveros (que se fue a Canal 13 como coanimador de Don Francisco en Sábados Gigantes) en la conducción del informativo central Panorama junto al periodista Pablo Aguilera. Presentó los noticiarios Panorama al Cierre (1990), Mundovisión Matinal con su colega Felipe Pozo (1994-1995), Mundovisión Central (1994-1995), Mundovisión Noche (1995-1996), Chilevisión Noticias Noche (abril 1996-septiembre 1997, marzo 1999-octubre 2002, febrero 2003) y Chilevisión Noticias Central con la periodista Claudia Araneda (septiembre 1997-marzo 1999), Deporte en Vivo/RTU Canal del Deporte/RTU Deportes (1989-1993) con Juan Francisco Ortún, Eduardo Riveros, Héctor "Tito" Awad, Edgardo Marín y Aldo Soto, Matinal '91/'92/93/'94 (1991-1994) con Juan La Rivera, Tati Penna, Pepe Guixé, Felipe Camiroaga, Germán Valenzuela, Karin Yanine, Rosario Guzmán Bravo, Loreto Valenzuela, Jeannette Frazier, entre otros, el Festival del Huaso de Olmué en 1993, el animador central fue Juan La Rivera y Baier estuvo como animador invitado, acompañando a la periodista Carolina Gutiérrez (las otras parejas de animadores de las otras tres noches fueron Claudia Conserva/Marcelo Comparini, Karin Yanine/Juan Carlos "Pollo" Valdivia, Loreto Valenzuela/Christian Norero y Enrique "Cote" Evans/Ana María Vélez) y como animador principal junto a Jeannette Frazier en 1994, Vidas Pasadas (1996), Crónicas de lo Paranormal (2000) y Hora Infinito (2002-2003). Rodolfo Baier fue reemplazado por su colega Fernando Paulsen en la edición al cierre de Chilevisión noticias que fue renombrada como Chilevisión Noticias Última Mirada (actualmente emitido por CNN Chile y llamado solamente Última Mirada) el 7 de octubre de 2002 y sería desvinculado de Chilevisión el 6 de mayo de 2003.
Entre 2004 y 2005 Baier trabajó en ABT Televisión y TVO, donde presentó el programa periodístico Foco de Opinión y el noticiero de mediodía Noticias... a la Una con Jorge Díaz Saenger y Verónica Díaz. También ha trabajado en 13C conduciendo el programa Capital Humano en 2006, GolTV, donde fue corresponsal, y en Más Canal 22, presentó el programa Vivienda, Construcción y Decoración 2 entre noviembre de 2006 y diciembre de 2007. Actualmente, Rodolfo Baier vive y trabaja en su ciudad natal Quilpué, Región de Valparaíso desde enero de 2019 y es panelista del programa deportivo Juego Limpio de Quinta Visión con Eduardo Gandulfo y condujo el programa Mundo Pyme y Turismo (2021-2024) en Plaza TV, canal local de Mundo.
Baier también ha trabajado en radios como Portales de Valparaíso (1985-1988), Cooperativa (programa matinal Por la Mañana en Cooperativa, con Cecilia Rovaretti, Carlos Alzamora, Jeannette Labrín y Beatriz Sánchez, 1995-2004), Universo (2005, programa Taco Express), UPI Radio Noticias, Radio Sport (2011-2012, 2015-2019), Radio Universidad de Chile (2016-2019, programa Convergencias), FM Okey (microprograma deportivo PopGol, 2019), Radio Énfasis FM 95.5 de Quilpué (programa Conexión Marga Marga, 2019-2021), Radio Latina FM 98.5 de Limache con los programas Marga Marga en Pauta (2019-2022) y Latina al Día (2019-2022) y Radio Valparaíso con Puranoticia Radio (2025-presente). Fue editor general de la Agencia Orbe (2003-2006).
Fue miembro del Consejo Editorial del diario La Nación (2008-2010), vicepresidente del Colegio de Periodistas (2010-2012) y consejero del Consejo Nacional de Televisión (2012-2014).
En el ámbito académico se ha desempeñado como profesor en la carrera de Periodismo de la Universidad de Las Américas, impartiendo las clases de Periodismo Radial e Investigación Periodística. En el Instituto Profesional AIEP realizó clases en la carrera de Publicidad sobre Medios de Comunicación.

## Ámbito político
Militante del Partido Radical Socialdemócrata (PRSD), trabajó durante el gobierno de Ricardo Lagos en el Ministerio de Agricultura,, donde realizó el programa radial Chile Rural (2003-2006), y durante el primer gobierno de Michelle Bachelet fue jefe de prensa del Servicio Médico Legal (2006-2008) y director de Comunicaciones del Ministerio de Minería (2008-2010).
En enero de 2014 fue nombrado subsecretario General de Gobierno de la segunda presidencia de Michelle Bachelet, asumiendo el 11 de marzo de ese año. Presentó su renuncia al cargo el 24 de junio de 2015 «por razones personales». 